# Ulf Ranhagen
Ulf Fredrik Ranhagen (Undersåker, 20 giugno 1947) è un architetto, urbanista e docente svedese.

## Biografia
Ranhagen si è laureato nel 1969 con una laurea in ingegneria e un dottorato tecnico nel 1974 al KTH di Stoccolma. È attivo negli incarichi di pianificazione svedesi e internazionali presso Sweco Architects e si è reso noto per la pianificazione delle nuove città di Luodian a Shanghai e Tangshan Bay Eco City in Cina.
Ranhagen è stato professore a contratto presso Luleå University of Technology e KTH, ed è stato nominato professore onorario all'Università Tongji di Shanghai nel 2013. È uno degli autori di SymbioCity, un concetto svedese per lo sviluppo urbano sostenibile. È stato membro della delegazione governativa per le città sostenibili nel 2008-2012, è membro del programma di cooperazione governativa per le città intelligenti e il consiglio di programma per il programma di ricerca E2B2 guidato da IQ Samfundskonstruktion, presidente del sottoprogetto "habitat attraente e mobilià" nell'ambito del progetto "La buona città del futuro" dell'Accademia Reale Svedese di Scienze Ingegneristiche,, è presidente della fondazione di ricerca Arkus, oltre a partecipare alla gestione dei processi per le comunità di stazioni urbane Mistra Urban Futures.